# Anna Kikina
Anna Kikina (in russo: Анна Юрьевна Кикина; Novosibirsk, 27 agosto 1984) è una cosmonauta russa.
È partita per la sua prima missione spaziale il 5 ottobre 2022 per la missione SpaceX Crew-5 per prendere parte all'Expedition 68 della Stazione spaziale internazionale (ISS). Il 12 marzo 2023 è tornata sulla Terra dopo 157 giorni nello spazio.

## Biografia

### Istruzione
Nel 2006 si laureò come ingegnere idraulico specializzata nella Protezione nelle situazioni d'emergenza presso la Novosibirsk State Academy of Water Transport e nel 2008 come Economista manageriale specializzata in Economia e gestione di un'impresa.

### Carriera come cosmonauta
L'8 ottobre 2012 venne selezionata come candidato cosmonauta del gruppo Roscosmos 16, iniziando l'addestramento generale dello spazio al Centro di addestramento cosmonauti Jurij Gagarin (GCTC) di Star City nello stesso mese. Dopo due anni di addestramento, il 6 giugno 2014 superò l'esame finale con un punteggio di 4.5 su 5.0 ma nonostante ciò il 16 giugno 2014 durante la votazione della Commissione non venne qualificata come cosmonauta. Le venne permesso di seguire ulteriori lezioni in classe e esercitazioni pratiche e ritentare l'esame; sei mesi dopo, il 17 dicembre 2014, la Commissione la qualificò come cosmonauta collaudatore di Roscosmos.  Nel novembre 2017 partecipò alla missione analoga SIRIS 17 come ingegnere di volo 1, simulando una missione spaziale di breve durata all'interno del simulatore NEK. Il 26 giugno 2020 il cosmonauta Oleg Kononenko disse durante un'intervista che lui e Kikina erano stati assegnati ad un equipaggio Sojuz il cui lancio era previsto per l'autunno 2022; l'anno successivo tuttavia Kikina venne assegnata come cosmonauta di scambio sui veicoli commerciali statunitensi.

#### SpaceX Crew-5 (Expedition 68)
L'8 dicembre 2021 venne scelta da Roscosmos come cosmonauta che avrebbe fatto parte della SpaceX Crew-5 nel caso in cui NASA e Roscosmos fossero arrivati ad un accordo; il 15 luglio 2022 l'accordo venne concluso e Kikina assegnata ufficialmente alla missione. Il 25 giugno 2022 si recò negli Stati Uniti per continuare l'addestramento sulla Crew Dragon. Tra il 2011 e il 2022 i cosmonauti russi prima di partire per lo spazio venivano sottoposti a due esami completi della durata di un giorno ciascuno: nel simulatore Sojuz e nel simulatore del Segmento russo. Kikina per la prima volta dal 2011, non dovendo viaggiare sulla Sojuz, il 22 luglio 2022 svolse il solo esame del Segmento russo. Il lancio previsto per il 29 settembre 2022 venne nuovamente rimandato al 5 ottobre. Partì per la sua prima missione spaziale il 5 ottobre 2022 a bordo del veicolo Crew Dragon Endurance dal Kennedy Space Center come Specialista di missione.

## Vita privata
Nel 2005 concluse un corso del Ministero delle situazioni di emergenza diventando istruttrice il cui compito era insegnare alla popolazione le basi di primo soccorso, oltre ad aver ottenuto la qualifica di persona adibita al salvataggio. È istruttrice di paracadutismo e certificata PADI Open Water Diver. È stata maestro dello sport della Federazione russa in poliathlon e in rafting nel 2010. Nel 2011 vinse la medaglia d'argento nello Ski Track of Russia. È sposata con un istruttore dell'addestramento fisico del GCTC.